# 요코야마 마사후미
요코야마 마사후미(일본어: 横山 正文, 1956년 4월 10일 ~ )는 일본의 전 축구 선수이다.

## 국가대표팀 경력
그는 1979년 8월 23일 조선민주주의인민공화국과의 경기에서 일본 국가대표팀에 데뷔했다. 그는 1984년까지 국제 A매치 통산 31경기에 출전, 10득점을 넣었다.

## 통계
| 일본 | 일본 | 일본 |
| 연도 | 출전 | 득점 |
| ---- | ---- | ---- |
| 1979 | 1    | 0    |
| 1980 | 12   | 2    |
| 1981 | 9    | 6    |
| 1982 | 1    | 0    |
| 1983 | 7    | 2    |
| 1984 | 1    | 0    |
| 통산 | 31   | 10   |